# Jüdischer Friedhof (Sögel)
Der Jüdische Friedhof Sögel ist ein jüdischer Friedhof in Sögel im Landkreis Emsland in Niedersachsen. Er ist ein geschütztes Kulturdenkmal.
Auf dem Friedhof „Am Loruper Weg“ befinden sich 67 Grabsteine. Der älteste stammt aus dem Jahr 1835, der jüngste aus dem Jahr 1986.

## Geschichte
Für das Jahr 1858 wird eine Fläche von 2120 m² für den Friedhof angegeben. In der NS-Zeit wurde er geschändet. Vermutlich wurde er bei den Novemberpogrome 1938 auch verwüstet und es wurden Grabsteine zerstört. 1947 wurde der Friedhof erneut geschändet. Für 1952 wird eine Fläche von 3084 m² angegeben. In den Jahren 1952 bis 1954 wurde er instand gesetzt. Seit 1959 befindet er sich im Besitz des Landesverbandes der Jüdischen Gemeinden von Niedersachsen, seit 1999 ist die Gemeinde Sögel für die Friedhofspflege zuständig.